# Rucervus duvaucelii
Il barasinga (Rucervus duvaucelii (G. Cuvier, 1823)) noto anche come cervo di Duvaucel, è una specie di cervo diffusa attualmente soltanto in poche zone dell'India settentrionale e centrale e nel Nepal sud-occidentale, mentre è ormai scomparsa da Pakistan e Bangladesh.

## Etimologia
Il suo nome scientifico commemora il naturalista francese Alfred Duvaucel.
La sua principale caratteristica sono i palchi, che nei maschi adulti possono sviluppare fino a 10-14 punte, sebbene siano noti anche esemplari che ne hanno fino a 20. È proprio a questa caratteristica che deve il nome: barasingha, infatti, significa in hindi «12 punte» o «12 corna». In assamese, il barasinga è chiamato dolhorina (dol significa «palude»), mentre in India centrale i maschi sono detti goinjak e le femmine gaoni.

## Descrizione

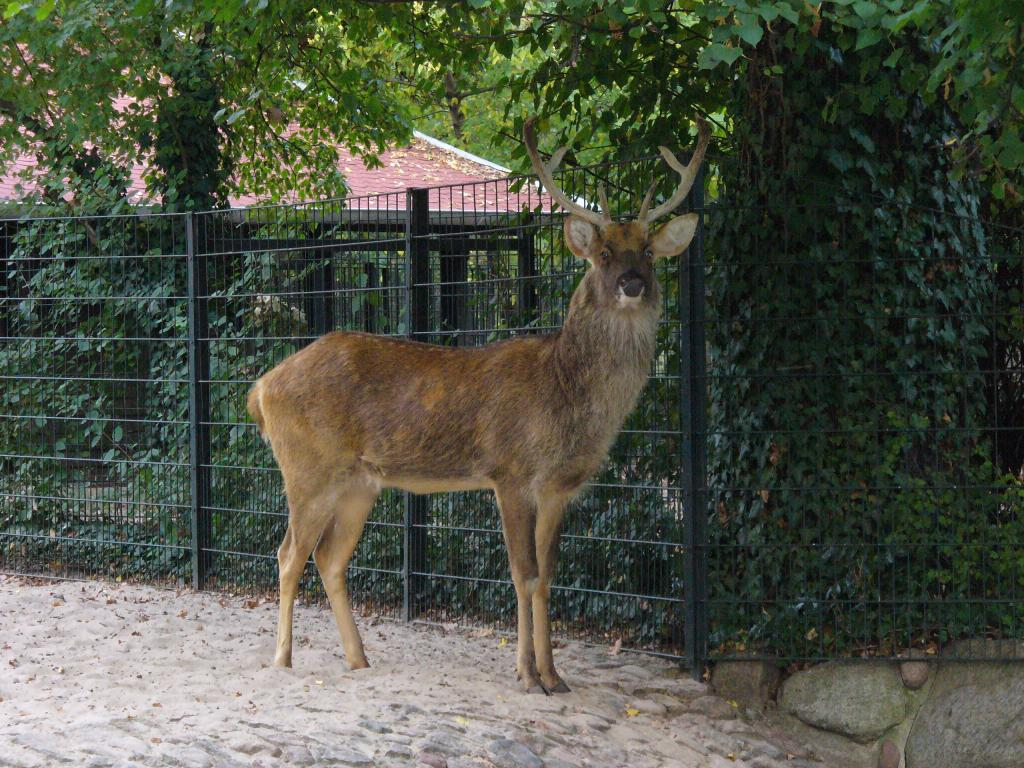
Maschio di barasinga in cattività

Il barasinga è grande come il cervo nobile europeo, Cervus elaphus, ma appare più massiccio e più pesante. Il suo folto pelame sembra lanoso. Il maschio adulto è alto alla spalla 1,35 m e pesa da 160 a 190 kg; le sue corna, appiattite e composte di due rami, possono misurare da 75 a 100 cm, cadono in febbraio e dopo due-tre mesi sono di nuovo complete.

## Biologia
Il barasinga è un vero cervo degli acquitrini che non si trova se non nei canneti e nelle vaste distese erbose inondate o dal suolo tanto imbevuto d'acqua da diventare semiliquide. Gli zoccoli molto ampi gli permettono di spostarsi con facilità tra le graminacee semigalleggianti, la cui spessa lettiera ricopre i pantani. Questo cervo è molto gregario e si riunisce sempre in branchi che vanno da una ventina a parecchie centinaia di capi.
Il barasinga è più diurno del sambar. Bruca al mattino e nel tardo pomeriggio e si riposa nelle ore calde. La sua vista e il suo udito sembrano meno sviluppati che nel sambar; finissimo è invece il suo odorato. Quando un branco di barasinga è spaventato, tutti gli animali che lo compongono emettono ripetutamente una specie di abbaiamento, dandosi quindi alla fuga. Questo cervo è d'indole pacifica, salvo che nel periodo della fregola, che si verifica in dicembre-gennaio. I maschi si battono allora per il possesso delle cerve. Ogni maschio diventa il padrone di un harem che conta fino a trenta cerve. La femmina partorisce un solo cerbiatto, macchiettato di bianco, dopo una gestazione di 250 giorni. Parecchi barasinga sono vissuti in cattività fino a ventun'anni. Nello Zoo di Londra una femmina raggiunse l'età di ventitré anni.

## Distribuzione e habitat

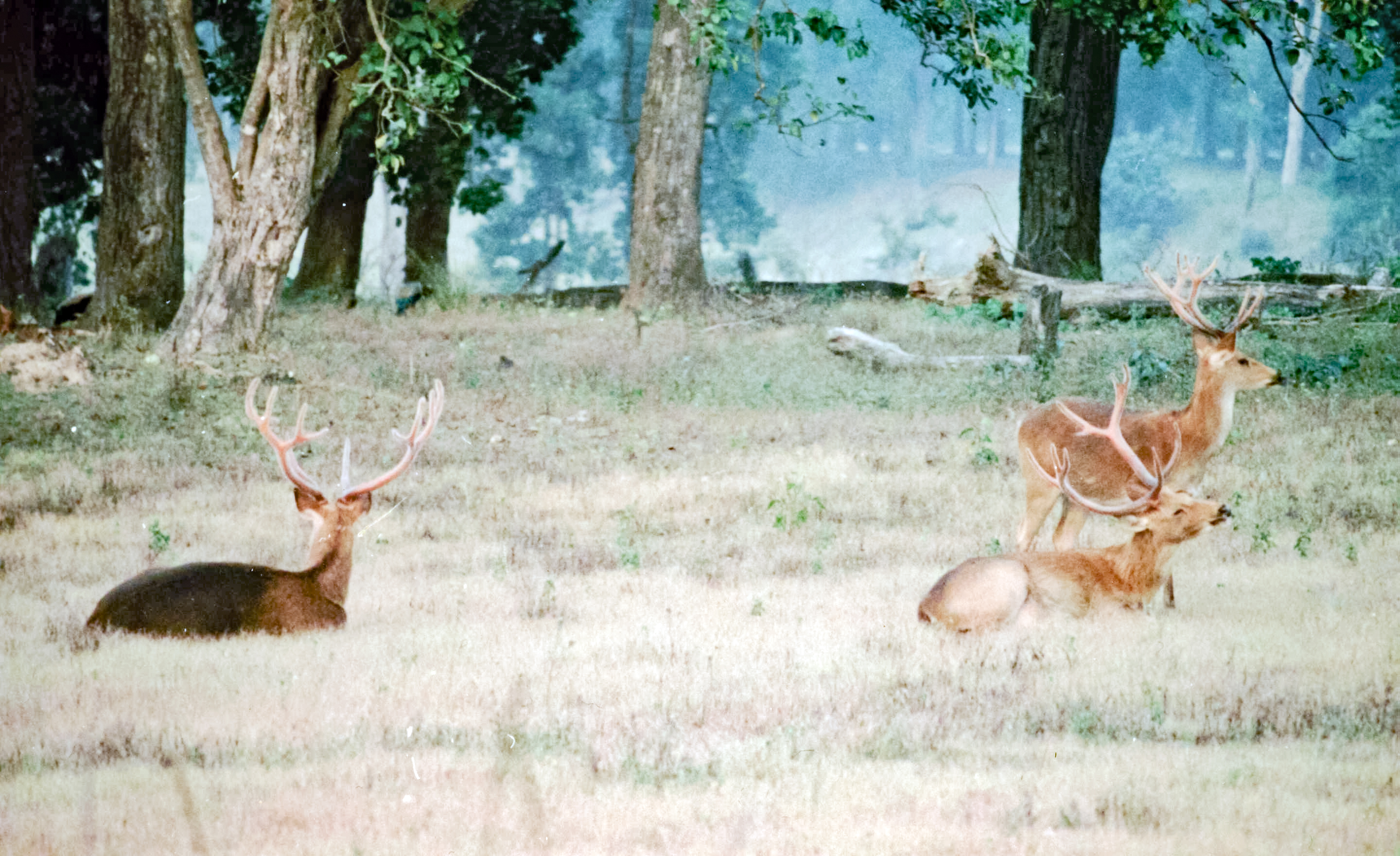
Barasinga dei suoli duri (Rucervus duvaucelii branderi) nel Parco nazionale di Kanha.

In passato il barasinga viveva nei bacini dei fiumi Indo, Gange e Brahmaputra, nonché in tutta l'India centrale fino al fiume Godavari. Ossa risalenti a oltre mille anni fa sono state trovate anche nel sito di Langhanj, nel Gujarat. Oggi, il barasinga è totalmente scomparso da tutta la parte occidentale del suo antico areale. Nel 1964, venne stimato che in tutta l'India ne rimanessero solo 3.000-4.000 esemplari.
Nella regione del Terai (Uttar Pradesh) vive soprattutto nelle paludi, ma in India centrale occupa le praterie ai margini delle foreste.
Nell'India nord-orientale, gli unici barasinga sopravvissuti vivono nell'Assam, soprattutto nel Parco nazionale di Kaziranga, ma anche, con qualche esemplare, nel Parco nazionale di Manas. Nell'Arunachal Pradesh è con tutta probabilità estinto.
In passato si riconoscevano solo due razze geografiche di barasinga. La sottospecie nominale, R. d. duvaucelii, abitante delle paludi, è diffusa nel terai di Uttar Pradesh e Assam. Questa razza è dotata di zoccoli molto ampi che le permettono di spostarsi con facilità sul terreno umido e ha un cranio più grande. La sottospecie R. d. branderi (chiamata così in onore di A. A. Dunbar Brander), diffusa su suoli asciutti, vive in India centrale, in particolar modo nel Madhya Pradesh. Successivamente, i barasinga dell'Assam sono stati assegnati a una nuova sottospecie, R. d. ranjitsinhi, in onore di M. K. Ranjitsinh. Quest'ultima razza è la più minacciata di estinzione.
Nell'India centrale, il barasinga è scomparso da tutta la regione, a eccezione del Parco nazionale di Kanha. Perfino in questa zona, dei 1000 esemplari stimati agli inizi degli anni 1950 ne erano rimasti meno di 100 soltanto un decennio dopo. Questa popolazione toccò il minimo storico nel 1970, con solo 66 capi.

## Tassonomia

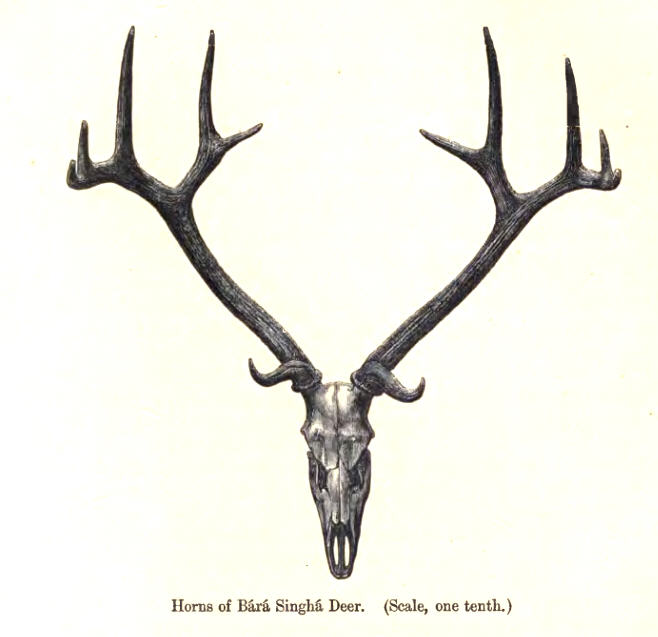
Palchi di barasinga.

La sottospecie R. d. duvaucelii trova il suo rifugio principale nella foresta del Lakhimpur Kheri, presso il fiume Kali nell'Uttar Pradesh, e nelle aree limitrofe del Nepal sud-occidentale. In pratica questa forma di barasinga sopravvive oggi solo all'interno di due aree protette, il Parco nazionale di Dudhwa (Uttar Pradesh) e la riserva nepalese di Sukla Phanta.
R. d. ranjitsinhi, invece, sopravvive solamente in Assam, nelle piatte pianure alluvionali del Kaziranga.
La sottospecie meridionale, R. d. branderi, ha conosciuto un declino ancor più rapido, scendendo da 3000 esemplari nel 1938 a soli 66 nel 1969, tutti confinati all'interno del Parco Nazionale di Kanha, nel Madhya Pradesh. Dal 1969, per fortuna, sono state adottate particolari misure protettive, e nel luglio 1977 la popolazione di barasinga era risalita a 282 capi. Oggi il parco ospita circa 300-350 esemplari.

## Conservazione
La stretta dipendenza del barasinga dalle vaste e aperte distese di erbe alte lo ha reso particolarmente vulnerabile di fronte all'avanzata dell'agricoltura e al crescere della popolazione umana. Pur adattandosi oggi ad ambienti meno ottimali, a boscaglie più chiuse e a essenze vegetali di vario tipo, la specie è andata lentamente e progressivamente riducendosi a una serie di piccole sacche isolate. George Schaller valutava da 3000 a 4000, nel 1967, il probabile numero di capi ancora esistenti in totale, ma dieci anni più tardi una stima del Deer Specialist Group dell'IUCN portava questa cifra attorno ai 4500 individui. Oggi, il numero dei barasinga si aggira sui cinquemila esemplari (3450-4200 R. d. duvaucelii, 350-500 R. d. ranjitsinhi e 300-350 R. d. branderi).